# Raion de Camenca
Le raion de Camenca est un raion de la Moldavie. Dans les faits, il est administré par la république moldave de Transnistrie, république sécessionniste de l'est de la Moldavie.
Le raion occupe la partie nord de la République, entre le Dniestr et l'Ukraine. Sa capitale est la ville de Camenca.

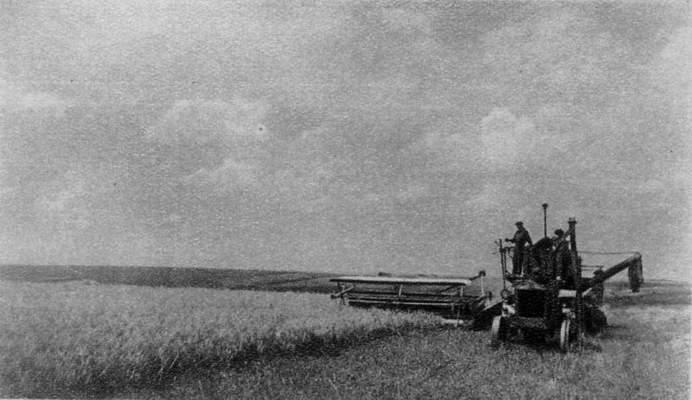
Moisson dans le Raion de Camenca en 1941